# El Chamuco
El Chamuco y los hijos del Averno, también conocida como El Chamuco, es una revista humorística y de sátira política mexicana, fundada en 1996 por el caricaturista y humorista político Eduardo del Río Rius, de la mano de caricaturistas políticos y cartonistas del diario mexicano La Jornada como El Fisgón, Hernández, Helguera y Patricio, para continuar con la tradición gráfica de revistas de caricaturas satíricas y de humor político y blanco, –como El Chahuistle, la enfermedad de los nopales, La Garrapata, El azote de los bueyes y La Gallina, que tuvieron su auge en las décadas de 1960, 1970 y 1980 en México- y que sigue publicándose en la Ciudad de México de manera independiente, ya que los mismos dibujantes que la fundaron decidieron, tras la primera época publicada bajo el sello de Grijalbo, impulsarla lejos de intereses económicos, políticos o empresas editoriales, con lo que fundaron su propia empresa editorial, algo hasta ese entonces jamás intentado por el gremio caricaturístico mexicano con resultados de largo aliento. Actualmente, en su segunda época, es codirigida por el caricaturista Rafael Pineda Rapé y José Hernández.
Por sus páginas han desfilado más de una veintena de colaboradores asiduos y esporádicos nacionales e internacionales, grandes dibujantes humorísticos, moneros o caricaturistas políticos, ilustradores y guionistas, como Jis y Trino, Ángel Boligán, Helio Flores, Cintia Bolio, Darío Castillejos y plumas periodísticas destacadas como Pedro Miguel, Lydia Cacho, Jesús Ramírez Cuevas, Fabrizio Mejía Madrid, Álvaro Delgado y muchos más.

## Temática
Es una revista de crítica política y humor gráfico. Al pie de su página legal aparecía que la publicación estaba hecha con ánimo jocanti. Se define desde su primera edición como: 

...una revista ortodoxa, dogmática, cuadrada y catorcenal, con hartos monos, pero sin rascahuele, para la mayor gloria de Dios.
-El Chamuco (primera edición)

A lo largo de su existencia, que abarca dos épocas -la primera de 1996 al año 2000 y la segunda, que abarca del 2007 a la fecha-, El Chamuco ha seguido las enseñanzas de Rius y ha tocado temas polémicos y variados como la investidura presidencial, la familia presidencial, el clero y la religión católica, la sexualidad, el fútbol, el manejo de las finanzas públicas y casos como el Fobaproa, el enriquecimiento de los políticos, la corrupción, el sindicalismo, los movimientos estudiantiles, el machismo, la violencia contra los periodistas, los fraudes electorales, y más recientemente, las reformas estructurales propuestas por el nuevo Partido Revolucionario Institucional (PRI) entre las que destacan las reformas energética y educativa, con lo que el estilo y los formatos han ido variando para presentar información crítica, didáctica, humorística, y hasta narrativa mediante cartones políticos, viñetas acompañadas de versos y décimas, así como historietas didácticas.

## Formato
La revista desde sus inicios ha sido una publicación impresa en tamaño carta, con 48 páginas a color. Durante la primera época, se caracterizó por aprovechar el duotono para la identidad gráfica de sus páginas al colorear sólo algunos detalles de sus historietas con una sola tinta, variando en cada edición los colores entre matices de rojo, azul, verde, anaranjado o amarillo, blanco y negro, pero actualmente y desde el inicio de la segunda época, sigue utilizando la impresión en cuatricromía, a lo que le han sacado provecho grandes dibujantes y coloristas. 
La primera época comenzó como una publicación de periodicidad catorcenal, pero a partir de 2016 se convirtió en publicación mensual. Actualmente, además de su emisión impresa, posee suscripciones únicamente de forma digital, para ser leída en formato PDF en dispositivos como tableta, computadora o móvil.

## Estilos y géneros humorísticos
La parodia y la sátira de conocidos programas de televisión abierta mexicana, especialmente emitidos por Televisa, así como de películas y obras de teatro, han sido material de las muchas páginas de la revista. El Chamuco se caracteriza por tener un humor sardónico y salvaje al que denominan como azufre, aunque ha habido tintes de humor blanco, humor negro y hasta erótico en la mayoría de sus ediciones.

## Trayectoria
La revista El Chamuco cumplió, el 14 de febrero del 2020, 13 años de publicar su segunda época de manera ininterrumpida. Su objetivo es contar con un medio de expresión totalmente libre, sin censura, en la que se pueda criticar los temas más polémicos en los que está sumergido los servidores públicos y la clase política del país.

## Primera época
El 25 de febrero de 1996 se publicó su primer ejemplar, con un precio de 8 pesos y una portada de Rius, que retrataba al presidente Ernesto Zedillo Ponce de León como Frankenstein. El tiraje inicial fue de cien mil ejemplares y circuló en toda la República Mexicana. 
La primera época abarcó de 1996 al 2000, criticando la presidencia de Ernesto Zedillo, el zapatismo, las crisis económicas, el narcotráfico y otras problemáticas nacionales e internacionales. Durante los cuatro años de la primera época, sus colaboradores más asiduos fueron los propios Rius, El Fisgón, Helguera, Hernández y Patricio (que dieron continuidad a historietas como Los Miserables, Hombre man, La cocina de Don Chepino, Quica y Pinpon, Las aventuras del Sargento Mike Goodness y el Cabo Chocorrol, El Charro Machorro y la Beba Toloache o a secciones para comentar los sucesos de la política y la cultura, como Baba de Perico, suplemento cultural o El Jamón del Diablo), seguidos de dibujantes como Manuel Ahumada (Metro Utopía) , Rapé, Jans, Jis y Trino (autores de La Chora Interminable y de El Santos y la Tetona Mendoza), Cintia Bolio (Puras Evas) y Luis Fernando (Entrevistas imposibles), entre otras. 
También participaron destacados periodistas o artistas referentes como Francisco Toledo, Carlos Monsiváis y Jesusa Rodríguez. Algunos otros colaboradores esporádicos fueron El Vico, Damián Ortega, Edgar Clement, Bachan y Tonatiu, entre otros. Fue editada por Grijalbo, a cargo de Ariel Rosales Ortiz hasta el cierre de su primera época, que ocurrió en el año 2000, con el ejemplar número 115, a un costo de quince pesos, y dejó de circular durante todo el sexenio de Vicente Fox, pues, en palabras de uno de sus propios creadores, el monero Hernández:

En julio de 2000, nos tomamos un descanso, por la única razón de que ya estábamos muy cansados. Algunos de los chamucos se pusieron a hacer chamacos –otros sólo practicamos con ahínco–, y el descanso se alargó durante todo el sexenio de Fox. ¿Para qué intentar hacer parodia y sátira política, si ya en Los Pinos nos llevaban mucha ventaja?
-Monero Hernández

## Segunda época
En junio del 2006, apareció un solitario ejemplar especial, titulado "número especial Elecciones 2006", todavía bajo el sello de la Editorial Grijalbo, que ya era parte de Random House Mondadori, con distribución local y foránea en México, y un precio por ejemplar de 30 pesos. Su objetivo era poner de relieve la campaña de odio y propaganda difamatoria que se desencadenó contra el candidato de la izquierda, Andrés Manuel López Obrador, de parte de los candidatos del PRI, Roberto Madrazo Pintado y del PAN, Felipe Calderón Hinojosa, así como registrar una crítica directa al gobierno de Vicente Fox y al Instituto Federal Electoral (IFE, por un adelantado manejo de la elección como una elección de Estado.
La revista volvió a la circulación catorcenal el 14 de febrero de 2007, con lo que El Fisgón, Helguera, Hernández y Patricio acordaron una nueva dirección editorial rotativa. Rius colaboró con secciones culturales como la Casa de Citas y otras páginas sueltas de temas diversos, tras confesarse un poco cansado del cartón político, pero su herencia de crítica política en la revista se mantuvo, en secciones y artículos que siguen hasta la fecha. Las páginas de la revista crecieron haciendo las tradicionales parodias a la televisión, la cartelera del cine, con la gustada sección de Calaveras por el Día de Muertos, pasatiempos como crucigramas o tableros de juegos tradicionales mexicanos, como serpientes y escaleras, pegantinas y nuevos personajes e historietas como La Enchilada Completa. 
Su temática mantuvo los ejes de la primera época, pero se ocupó además del tema de la guerra contra el narcotráfico, los asuntos de corrupción en gobiernos locales como el de Veracruz, con Javier Duarte, campañas políticas para elecciones locales y federales, nuevos fraudes electorales, críticas a la izquierda partidista y las reformas de Enrique Peña Nieto y su repercusión en la vida de los mexicanos con situaciones como el gasolinazo, la inflación, el aumento en el costo de la vida, entre otros, como una crítica a la tauromaquia y a los casinos.
A partir del 2016, lanzan la revista también de forma digital, al entrar en las redes sociales y generar contenidos exprofeso para estos medios, como animaciones y videos. Entre los colaboradores más destacados de la segunda época, se cuenta con Vigo, Darío Castillejos, Chelo, Erasmo, Vigo, Bobadilla, Augusto Mora, Reséndiz, Erre, Gantus y muchos más que hasta la fecha siguen buscando un espacio en sus páginas.

## Editorial El Chamuco
En el 2006, la revista, en busca de públicos lectores cautivos, generó materiales para comprender mejor la realidad nacional y abarcar temas con mucho más espacio, y extendió sus labores editoriales, con la fundación del sello Editorial El Chamuco, bajo el cual se han reeditado y publicado principalmente obras de El Fisgón y Patricio, además de libros digitales.
Algunos de sus títulos son reediciones de libros anteriormente publicados que eran muy solicitados por los lectores y que se encontraban agotados en las librerías, por lo que han tenido varias reimpresiones bajo el sello Chamuco. Entre ellos, están:
- Aforiusmos, varios autores ilustran a Rius.
- El nuevo Vulgarús, corregido, aumentado y disminuido. El diccionario familiar de fino humor vulgar, por Patricio.
- Los Miserables, tomo I, II y III por Patricio.
- Monos de Patricio I, II y III, por Patricio.
- Como sobrevivir al Neoliberalismo sin dejar de ser Mexicano, por El Fisgón.
- Narcotráfico para inocentes, el narco en México y quién lo USA, por El Fisgón.
- Cómo la hacen de Pemex, por El Fisgón.
- La democracia me da Peña, por El Fisgón.
- La raíz nazi del PAN, por El Fisgón.
- Cómo triunfar en la Globalización, manual para el vendedor ambulante, por El Fisgón.
- Manual urgente para construir otro mundo, por El Fisgón.
- La bola de la Independencia, por El Fisgón.
- Hombre Man de Patricio.

## Inicios de El Chamuco TV
Del 19 de mayo de 2015 al 23 de mayo de 2016, en colaboración con el canal de televisión por Internet RompevientoTV,  comenzaron la emisión de un programa semanal, con entrevistas a los caricaturistas más representativos de diversos géneros, como el cartón político, la historieta y la narrativa gráfica, tales como Luis Fernando, Rocha, Bef y Ricardo Peláez Goycochea, así como antiguos colaboradores de la revista y destacados dibujantes como Helio Flores, Naranjo, Boligán y Plantú, además de otros más jóvenes, como Augusto Mora, Kabeza, y comediantes como Las Reinas Chulas o periodistas como Verónica Maza Bustamante.

## El Chamuco TV

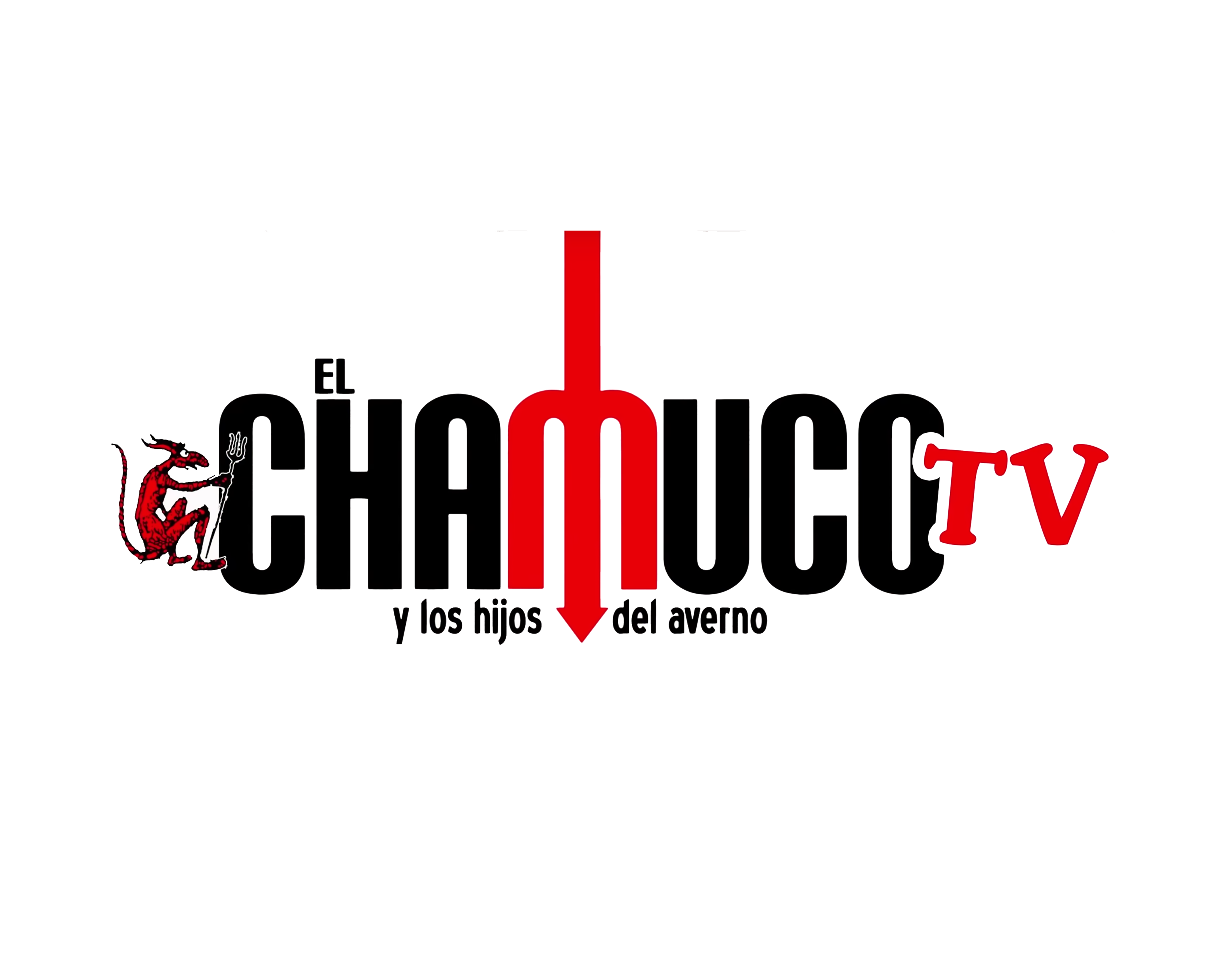
Chamuco TV

El Chamuco TV es un programa semanal de humor y sátira política, realizado por Antonio Helguera, José Hernández, Patricio Ortiz, Rafael Pineda, Rafael Barajas "El Fisgón" y Cintia Bolio, caricaturistas de la revista El Chamuco y Los Hijos del Averno. En cada emisión, abordan diversos temas relevantes y coyunturales, con un enfoque social y crítico. La estructura general del programa consiste en una entrevista a un invitado del medio académico, cultural o político, acompañada además de sketches (Encabezados de Cabeza, ChamuHits, El Trovador Transgénero) y diversas cápsulas animadas realizadas con sus monos (UniversosParalelos,  Don Chepino, La Chamuca). 
La primera y segunda temporada en televisión, fueron producidas y transmitidas a través de TV UNAM en 2018, todos los videos se encuentran disponibles en el canal de YouTube de TV UNAM. La tercera y cuarta temporada fueron una coproducción realizada en 2019 por TV UNAM y Canal 22, se transmitía por ambas televisoras. Los videos de la tercera temporada programas se pueden encontrar en el canal de YouTube "El Chamuco TV"; los de la cuarta temporada en el canal de Youtube de Canal 22. La quinta temporada se transmitió por Canal 22 y TV UNAM durante el primer semestre del 2020. A partir de 2019, la sexta y séptima temporadas, se vuelven una coproducción tripartida entre las televisoras públicas mexicanas TV UNAM, Canal 22 y Canal Once. 

| Programa | Invitado                                                             | Tema |
| -------- | -------------------------------------------------------------------- | ---- |
| 1        | Helio Flores                                                         |      |
| 2        | Paco Ignacio Taibo II                                                |      |
| 3        | Paco Calderón                                                        |      |
| 4        | Daniel Moreno Chávez                                                 |      |
| 5        | Sanjuana Martínez                                                    |      |
| 6        | Carlos Monsiváis (Jesusa Rodríguez)                                  |      |
| 7        | Cintia Bolio                                                         |      |
| 8        | Fabrizio Mejía                                                       |      |
| 9        | Álvaro Delgado                                                       |      |
| 10       | Marta Lamas                                                          |      |
| 11       | Lorenzo Meyer                                                        |      |
| 12       | Julio Astillero                                                      |      |
| 13       | Andrés Bustamante El Güiri Güiri (Ponchito)                          |      |
| 14       | Especial en vivo desde el INE (con Gonzalo Rocha y Jesusa Cervantes) |      |
| 15       | Aurelio Fernández                                                    |      |
| 16       | Reunión de Chamucos (El Fisgón, Helguera, Hernández y Rapé)          |      |
| 17       | Lo mejor y lo peor de El Chamuco TV (1.ª Temporada)                  |      |

### 3.º Temporada El Chamuco TV
| Programa | Invitado                                       | Tema |
| -------- | ---------------------------------------------- | --- |
| 1        | Tenoch Huerta                                  | Su trabajo profesional para dar vida a los personajes de Rafael Caro Quintero y Emiliano Zapata, así como el clasismo y racismo en la sociedad mexicana.                                                            |
| 2        | Blance Petrich                                 | Su trayectoria periodística, la relación entre la violencia guerrillera centroamericana de los ochenta y noventa y las migraciones actuales; además de las reacciones xenófobas de distintos gobiernos y sociedades |
| 3        | Heinz Dieterich                                | Nuevo gobierno, panorama geopolítico, combate a la corrupción y la Guardia Nacional. |
| 4        | Ana Lilia Pérez                                | La corrupción en el negocio petrolero y el caso de PEMEX en México. |
| 5        | Carlos Fazio                                   | Los aranceles impuestos por Estados Unidos, la política migratoria y económica en México. |
| 6        | Horacio Franco                                 | Las becas del FONCA, los recortes presupuestales a la cultura, la importancia de ésta en México. |
| 7        | Armando Bartra                                 | El nuevo gobierno y el proyecto del Tren Maya en México. |
| 8        | Elio Masferrer                                 | La estrategia de inclusión religiosa en México, las relaciones de la iglesia con el Estado y el otorgamiento de señales televisivas a la iglesia evangélica.                                                        |
| 9        | Karla Quintana                                 | Comisión Nacional de Búsqueda de Personas en México. |
| 10       | Carlos Mendoza                                 | Fundador y director del CANAL 6 DE JULIO. Análisis del discurso de la derecha mexicana en el escenario político actual y las estrategias de la comunicación del gobierno mexicano.                                  |
| 11       | Javier Esteinou                                | La construcción de la democracia y autocracia en los medios de comunicación en México. |
| 12       | Jesús Esquivel                                 | Plática sobre su libro “El juicio: Crónica de la caída del Chapo”. |
| 13       | Las Reinas Chulas (Nora Huerta y Marisol Gasé) | Violencia de género, machismo y feminismo en México. |
| 14       | Damián Alcázar                                 | Representación de sketch del personaje ficticio Carmelo Vargas, de la película La Dictadura perfecta, de visita en el estudio. Censura cinematográfica, el cine y la cultura ante el nuevo sexenio.                 |
| 15       | Manuel Gil Antón                               | Los proyectos de reformas educativas impulsadas por los gobiernos de Enrique Peña Nieto y Andrés Manuel López Obrador, así como la situación del sistema educativo mexicano.                                        |

### 4.º Temporada El Chamuco TV
| Programa | Invitado                             | Tema                                                                                  |
| -------- | ------------------------------------ | ------------------------------------------------------------------------------------- |
| 1        | Témoris Grecko                       | Balance y análisis del 1.er Informe de gobierno de AMLO.                              |
| 2        | Alberto Arnaut                       | Documental "Hasta los dientes" de Alberto Arnaut.                                     |
| 3        | Lorenzo Meyer                        | Recorrido histórico sobre causas y consecuencias de la Independencia de México 1810.  |
| 4        | Enrique Dussel                       | Reflexiones sobre la ética en la política contemporánea.                              |
| 5        | Dolores Heredia                      | Películas "Sonora" y "Chicuarotes".                                                   |
| 6        | Araceli Damian                       | Estándares de medición de pobreza de CONEVAL.                                         |
| 7        | José Reveles                         | Relación histórica del gobierno mexicano y el narcotráfico.                           |
| 8        | Enrique Serna                        | Su libro libro El vendedor de silencio sobre la vida del periodista Carlos Denegri.   |
| 9        | Acelo Ruiz y Mario Cartagena Guaymas | Documental Oblatos, el vuelo que surcó la noche.                                      |
| 10       | Helio Flores                         | Inauguración de exposición Helioflores en el Museo del Estanquillo.                   |
| 11       | René Delgado                         | Fake news y liberación de Ovidio Guzmán en Sinaloa.                                   |
| 12       | Katu Arkonada                        | Golpe de Estado en Bolivia a Evo Morales.                                             |
| 13       | Mardonio Carballo                    | Racismo y clasismo en México.                                                         |
| 14       | Humberto Musacchio                   | Temas de actualidad e historia de Los Pinos.                                          |
| 15       | Liniers                              | Transmisión especial desde la FIL Guadalajara.                                        |
| 16       | Irma Eréndira Sandoval               | Secretaría de la Función Pública.                                                     |
| 17       | Jis y Trino                          | Reconocimiento Gabriel Vargas del Museo del Estanquillo y Secretaría de Cultura CDMX. |

### 5.º Temporada El Chamuco TV
| Programa | Invitado                                   | Tema |
| -------- | ------------------------------------------ | --- |
| 1        | Lydiette Carrión y María de la Luz Estrada | Violencia de género y movimiento feminista en México                                                                                |
| 2        | Fabrizio Mejía                             | Estrategia de comunicación y el COVID19.                                                                                            |
| 3        | Blanca Montoya                             | La pandemia de desinformación en medios de comunicación masivos y redes sociales, en torno al COVID19 en México.                    |
| 4        | Gustavo Reyes Terán                        | Panorama de México ante la fase 2 del COVID19 (29 de marzo de 2020).                                                                |
| 5        | Roberto González Amador                    | Estragos de la economía mundial ante la crisis del COVID19.                                                                         |
| 6        | Pedro Miguel                               | Fake News en tiempos del COVID19.                                                                                                   |
| 7        | Alejandro Calvillo                         | La industria de la mala alimentación, el nuevo etiquetado frontal y la relación de la diabetes y obesidad con el COVID19 en México. |
| 8        | Juan Carlos Monedero                       | La pandemia de COVID19, España y la derecha mundial.                                                                                |
| 9        | David Brooks                               | Nueva York, el epicentro de la pandemia de COVID19.                                                                                 |
| 10       | Anabel Hernández                           | Genaro García Luna, Felipe Calderón y el narcotráfico en México.                                                                    |
| 11       | Jean-Luc Mélenchon                         | Francia ante la COVID19, la "nueva normalidad" y la situación geopolítica mundial.                                                  |
| 12       | Jon Lee Anderson                           | Periodismo, las fake news y la ética en tiempos del coronavirus.                                                                    |
| 13       | Ana Esther Ceceña                          | Panorama geopolítico ante el COVID19, la dominación de espectro completo y guerras de baja intensidad.                              |
| 14       | Eileen Truax                               | Migración, protestas de Black Lives Matter en Estados Unidos y la pandemia.                                                         |
| 15       | Mesa redonda con Rafael Barajas            | El linchamiento gráfico de Francisco I. Madero, libro de Rafael Barajas en el Fondo de Cultura Económica.                           |

### 6.º Temporada El Chamuco TV
| Programa | Invitado                      | Tema |
| -------- | ----------------------------- | --- |
| 1        | Alejandro Encinas             | Nuevos descubrimientos en caso Ayotzinapa.                                                                             |
| 2        | Simón Barquera                | La industria de la comida chatarra en México, nueva ley promulgada en Oaxaca y el COVID-19.                            |
| 3        | Ana Lilia Pérez               | Pemex, caso Lozoya y Odebrecht.                                                                                        |
| 4        | Julián Macías Tovar           | Infodemia y desinformación digital: fake news, trolls, bots.                                                           |
| 5        | Jesús Lemus                   | El periodista acusado de ser un poderoso narcotraficante en el sexenio de Felipe Calderón.                             |
| 6        | Santiago Nieto                | La Unidad de Inteligencia Financiera y la corrupción en México.                                                        |
| 7        | Alina Duarte y Ariadna Bahena | Recolección de firma de Juicio a expresidentes en México, 2020.                                                        |
| 8        | Olga Wornat                   | Su libro "Felipe, el oscuro" y la censura en el sexenio de Felipe Calderón.                                            |
| 9        | Enrique Semo                  | Los intelectuales y la libertad de expresión en México.                                                                |
| 10       | Felipe Ávila                  | De la democracia representativa, a la democracia participativa.                                                        |
| 11       | Bernardo Barranco             | “Fratelli tutti”, la encíclica social del Papa Francisco.                                                              |
| 12       | José Reveles                  | Contradicciones en el papel del combate a las drogas en México de la DEA.                                              |
| 13       | Ximena Ortuzar                | Plebiscito nacional de Chile de 2020.                                                                                  |
| 14       | Atilio Borón                  | Escenario geopolítico ante las elecciones presidenciales de EUA de 2020 y su relación con el panorama latinoamericano. |
| 15       | John Saxe Fernández           | México y Estados Unidos, cambios de panoramas.                                                                         |
| 16       | Gonzalo Rocha                 | La trayectoria del caricaturista y su opinión respecto a la situación actual de México.                                |
| 17       | Sergio Aragonés               | Su biografía, carrera profesional y trayectoria en la revista MAD.                                                     |

### 7.º Temporada El Chamuco TV
| Programa | Invitado                                                  | Tema |
| -------- | --------------------------------------------------------- | --- |
| 1        | Álvaro Delgado y Alejandro Páez Varela, "Los Periodistas" | Los medios de comunicación, ética periodística y las prácticas en materia de regulación de publicidad oficial en México. |
| 2        | Juan Ramón Quintana                                       | El papel de la DEA en Bolivia y su relación con los niveles de narcotráfico. |
| 3        | Carlos Fernández-Vega                                     | Casos de corrupción y el SAT, en los gobiernos de Vicente Fox, Felipe Calderón y Enrique Peña Nieto. Privatización de servicios estatales en México, la reforma energética de 2013, el negocio de las energías renovables y la crisis de combustibles de 2021. |
| 4        | Muna Dora Buchahin                                        | Irregularidades en la Auditoría Superior de la Federación. |
| 5        | Ana Kareninja, Beatrix y Cintia Bolio                     | La relación de su trabajo con el feminismo y la actualidad política del país. |
| 6        | Violeta Vázquez-Rojas Maldonado                           | Lenguaje, discriminación, racismo, sexismo y clasismo. |
| 7        | Pedro Zenteno Santaella                                   | Laboratorios de Biológicos y Reactivos de México, S.A. de C.V. (Birmex), vacunas y pandemia de COVID-19. |
| 8        | Hilario Valenzuela                                        | Desarrollo sustentable, Ley Eléctrica 2021, CFE y empresas privadas. |
| 9        | Fernando Buen Abad                                        | Plan Cóndor mediático y guerra mediática en Latinoamérica. |
| 10       | Juan José del Castillo                                    | Latinoamérica y México. Elecciones 2021 en Ecuador. |
| 11       | Jorge Zepeda Patterson                                    | Campañas electorales y elecciones en México 2021. |
| 12       | Eduardo R. Huchim                                         | Campañas electorales y elecciones en México 2021. |
| 13       | Stella Calloni                                            | Latinoamérica y la injerencia de Estados Unidos. El caso de Argentina. |
| 14       | Manuel H. Borbolla                                        | Financiamiento de ONG´s en Latinoamérica, como estrategia de injerencia política de Estados Unidos. El caso de México y Mexicanos Contra la Corrupción. |
| 15       | Dima Khatib                                               | Conflicto Israel- Palestina. |

### 8.º Temporada El Chamuco TV
| Programa | Invitado                                                                  | Tema |
| -------- | ------------------------------------------------------------------------- | --- |
| 1        | Fabrizio Mejía                                                            | Panorama político en torno a las elecciones intermedias 2021 en México.                                              |
| 2        | Arturo Cano                                                               | Balance de los resultados de la jornada electoral en México 2021.                                                    |
| 3        | Gustavo Reyes Terán                                                       | Estrategia nacional de vacunación y actualización de la evolución del virus COVID-19 y sus variantes.                |
| 4        | Hugo López-Gatell                                                         | Pandemia e infodemia en México.                                                                                      |
| 5        | Programa especial                                                         | Homenaje póstumo a Antonio Helguera.                                                                                 |
| 6        | Alina Duarte y Leticia Calderón Chelius                                   | Consulta popular de #JuicioAExPresidentes, del 1 de agosto de 2021 en México.                                        |
| 7        | Arantxa Tirado                                                            | Libro "El Lawfare: Golpes de Estado en nombre de la ley".                                                            |
| 8        | Pedro Miguel                                                              | Repaso histórico de las acciones realizadas por los expresidentes de México.                                         |
| 9        | Omar García, Ariadna Bahena y Alina Duarte                                | Consulta popular en México 2021.                                                                                     |
| 10       | Ariel Rosales y Juan Manuel Aurrecoechea                                  | Recordando a Rius en su 4.º aniversario luctuoso.                                                                    |
| 11       | Nancy Flores                                                              | El Yunque y su injerencia en México.                                                                                 |
| 12       | Federico Navarrete                                                        | 500 años de resistencia desde la llegada de los españoles a México y el racismo y clasismo en la actualidad.         |
| 13       | José María Espinosa de los Monteros y Juan Pablo Espinosa de los Monteros | Documental "Te nombré en el silencio", sobre las Rastreadoras del Fuerte en Sinaloa, México.                         |
| 14       | Azul Alzaga                                                               | Medios públicos, balance a 3 años del gobierno de Andrés Manuel López Obrador, y la relación del PAN con Vox España. |
| 15       | Armando Bartra                                                            | Balance de mitad de gobierno y la movilización social.                                                               |

### 9.º Temporada El Chamuco TV
| Programa | Invitado                      | Tema                                                                                           |
| -------- | ----------------------------- | ---------------------------------------------------------------------------------------------- |
| 1        | Olga Sánchez Cordero          | Despenalización del aborto en México.                                                          |
| 2        | Ricardo Patiño                | Coyuntura política en Ecuador y sus similitudes con México. Proceso de asilo a Julian Assange. |
| 3        | Leticia Calderón Chelius      | Migración en México 2021.                                                                      |
| 4        | Darío Adanti y Elena Alcalde  | Paralelismos entre España y México. La sátira y el humor.                                      |
| 5        | Ángel Balderas                | La reforma eléctrica de 2021 en México.                                                        |
| 6        | Carlos Andrés Morales Mar     |                                                                                                |
| 7        | Carlos Fernández Vega         |                                                                                                |
| 8        | David Brooks                  | Estados Unidos: actualización de la pandemia y panorama político con Biden.                    |
| 9        | Violeta Nuñez                 | El litio en México y energéticos.                                                              |
| 10       | Mario Campa                   |                                                                                                |
| 11       | Guadalupe Correa-Cabrera      | Injerencia extranjera en México a través de financiamiento a ONGs.                             |
| 12       | Carlos Pérez Ricart           | México, justicia y la Comisión de la Verdad.                                                   |
| 13       | Luis Fernando "Chino" Navarro | Argentina: el gobierno de Alberto Fernández.                                                   |
| 14       | Juan Carlos Monedero          | Situación de energéticos en España y coyuntura política.                                       |
| 15       | Paco Ignacio Taibo II         | FCE y los programas de lectura en México.                                                      |

### 10.º Temporada El Chamuco TV
| Programa | Invitado                        | Tema                                                                       |
| -------- | ------------------------------- | -------------------------------------------------------------------------- |
| 1        | Lorenzo Meyer                   | Balance del momento político.                                              |
| 2        | Rosa Icela Rodríguez            | Seguridad en México.                                                       |
| 3        | Bernardo Bátiz                  | Consulta popular para Revocación de Mandato en México 2022.                |
| 4        | Maya Zapata y Krhistna Giles    | El movimiento Poder Prieto MX: racismo y clasismo en la cultura en México. |
| 5        | Ángel Balderas                  | Actualización sobre la reforma eléctrica en México.                        |
| 6        | Fernando Buen Abad              | Las estrategias de la guerra mediática.                                    |
| 7        | Karla Motte y Renata Turrent    | Feminismo en México, #8M y protestas.                                      |
| 8        | Beatriz Pereyra y Rafael Ocampo | Fútbol mexicano, afición y violencia.                                      |
| 9        | Gerardo Pisarello               |                                                                            |
| 10       | Epigmenio Ibarra                | Nuevo aeropuerto AIFA y consulta de revocación de mandato 2022 en México.  |
| 11       |                                 |                                                                            |
| 12       |                                 |                                                                            |
| 13       |                                 |                                                                            |
| 14       |                                 |                                                                            |
| 15       |                                 |                                                                            |

## Premios y reconocimientos El Chamuco TV
- Segundo lugar en Premio Alemán de Periodismo Walter Reuter 2018 en la categoría de Radio y Televisión.[5]
- Certamen Nacional de Periodismo 2021, categoría "Programa informativo y de humor político".[6]
- Nominación a los Premios TAL 2021.[7]